# إيرباص إيه 310 إم آر تي تي
إيرباص إيه 310 إم آر تي تي (بالإنجليزية: Airbus A310 MRTT)‏ هي طائرة تموين الوقود كان أول طيران لها في 2003.